# 1. ŽNL Brodsko-posavska 2012./13.
1. ŽNL Brodsko-posavska u sezoni 2012./13. je predstavljala ligu prvog stupnja županijske lige u Brodsko-posavskoj županiji, te ligu četvrtog stupnja hrvatskog nogometnog prvenstva. 
 
Sudjelovalo je 16 klubova, a ligu je osvojio "Livada Željezničar" iz Slavonskog Broda. 

## Ljestvica
| mj. | klub                              | ut. | pob. | ner. | por. | gol+ | gol- | bod | bod- |
| --- | --------------------------------- | --- | ---- | ---- | ---- | ---- | ---- | --- | ---- |
| 1.  | Livada Željezničar Slavonski Brod | 30  | 19   | 5    | 6    | 67   | 26   | 62  |      |
| 2.  | Omladinac Novi Grad               | 30  | 17   | 4    | 9    | 61   | 40   | 55  |      |
| 3.  | Zadrugar Oprisavci                | 30  | 15   | 6    | 9    | 65   | 43   | 51  |      |
| 4.  | Svjetlost Lužani                  | 30  | 14   | 7    | 9    | 49   | 32   | 49  |      |
| 5.  | Slavonac Nova Kapela              | 30  | 15   | 4    | 11   | 69   | 53   | 49  |      |
| 6.  | Posavac Ruščica                   | 30  | 14   | 6    | 10   | 44   | 27   | 48  |      |
| 7.  | Svačić Stari Slatinik             | 30  | 12   | 6    | 12   | 52   | 53   | 42  |      |
| 8.  | Slobodnica                        | 30  | 12   | 5    | 13   | 45   | 46   | 41  |      |
| 9.  | Tomislav-PAN Donji Andrijevci     | 30  | 9    | 13   | 8    | 47   | 34   | 40  |      |
| 10. | Slavonac Bukovlje                 | 30  | 11   | 6    | 13   | 46   | 55   | 39  |      |
| 11. | Posavina Velika Kopanica          | 30  | 11   | 5    | 14   | 53   | 59   | 38  |      |
| 12. | Podvinje                          | 30  | 11   | 5    | 14   | 39   | 60   | 38  |      |
| 13. | Batrina                           | 30  | 10   | 4    | 16   | 38   | 55   | 34  |      |
| 14. | Mladost Sibinj                    | 30  | 9    | 5    | 16   | 37   | 77   | 32  |      |
| 15. | Graničar Laze                     | 30  | 8    | 5    | 17   | 50   | 71   | 28  | -1   |
| 16. | Sloga Nova Gradiška               | 30  | 8    | 4    | 18   | 33   | 64   | 27  | -1   |

## Rezultatska križaljka
| kratica | klub                              | BAT | GRA | LIVŽ | MLA | OML | POD | POSA | POSI | SLAB | SLANK | SLOB | SLOG | SVA | SVJ | TOMP | ZAD |
| --- | --------------------------------- | --- | --- | ---- | --- | --- | --- | ---- | ---- | ---- | ----- | ---- | ---- | --- | --- | ---- | --- |
| BAT | Batrina                           |     |     |      |     |     |     |      |      |      |       |      |      |     |     |      |     |
| GRA | Graničar Laze                     |     |     |      |     |     |     |      |      |      |       |      |      |     |     |      |     |
| LIVŽ | Livada Željezničar Slavonski Brod |     |     |      |     |     |     |      |      |      |       |      |      |     |     |      |     |
| MLA | Mladost Sibinj                    |     |     |      |     |     |     |      |      |      |       |      |      |     |     |      |     |
| OML | Omladinac Novi Grad               |     |     |      |     |     |     |      |      |      |       |      |      |     |     |      |     |
| POD | Podvinje                          |     |     |      |     |     |     |      |      |      |       |      |      |     |     |      |     |
| POSA | Posavac Ruščica                   |     |     |      |     |     |     |      |      |      |       |      |      |     |     |      |     |
| POSI | Posavina Velika Kopanica          |     |     |      |     |     |     |      |      |      |       |      |      |     |     |      |     |
| SLAB | Slavonac Bukovlje                 |     |     |      |     |     |     |      |      |      |       |      |      |     |     |      |     |
| SLANK | Slavonac Nova Kapela              |     |     |      |     |     |     |      |      |      |       |      |      |     |     |      |     |
| SLOB | Slobodnica                        |     |     |      |     |     |     |      |      |      |       |      |      |     |     |      |     |
| SLOG | Sloga Nova Gradiška               |     |     |      |     |     |     |      |      |      |       |      |      |     |     |      |     |
| SVA | Svačić Stari Slatinik             |     |     |      |     |     |     |      |      |      |       |      |      |     |     |      |     |
| SVJ | Svjetlost Lužani                  |     |     |      |     |     |     |      |      |      |       |      |      |     |     |      |     |
| TOMP | Tomislav-PAN Donji Andrijevci     |     |     |      |     |     |     |      |      |      |       |      |      |     |     |      |     |
| ZAD | Zadrugar Oprisavci                |     |     |      |     |     |     |      |      |      |       |      |      |     |     |      |     |
| |                                   |     |     |      |     |     |     |      |      |      |       |      |      |     |     |      |     |
| podebljan rezultat - utakmice od 1. do 15. kola (1. utakmica između klubova) rezultat normalne debljine - utakmice od 16. do 30. kola (2. utakmica između klubova) rezultat nakošen - nije vidljiv redoslijed odigravanja međusobnih utakmica iz dostupnih izvora rezultat smanjen * - iz dostupnih izvora nije uočljiv domaćin susreta prekrižen rezultat - poništena ili brisana utakmica p - utakmica prekinuta 3:0 p.f. / 0:3 p.f. - rezultat 3:0 bez borbe n.i. - nije igrano |                                   |     |     |      |     |     |     |      |      |      |       |      |      |     |     |      |     |

 Izvori: 

## Vanjske poveznice
- zns-bpz.hr, ŽUPANIJSKI NOGOMETNI SAVEZ BRODSKO POSAVSKE ŽUPANIJE
- ns-ng.com, Nogometno središte Nova Gradiška  Arhivirana inačica izvorne stranice od 2. listopada 2021. (Wayback Machine),